# Лидди-Браун, Эллисон
Эллисон Лидди-Браун (англ. Allison Liddi-Brown) — американский телевизионный режиссёр, лауреат Премии Гильдии режиссёров США в 2010 году.
Лидди-Браун за свою карьеру работала режиссёром более полусотни телевизионных шоу, дебютируя в 1994 году с «Тайный мир Алекс Мак». С тех пор она работала в «Звёздный путь: Вояджер», «Беверли-Хиллз, 90210», «C.S.I.: Место преступления». На периодической основе она работала в «Сильное лекарство», «Лас-Вегас», «Армейские жёны», «Огни ночной пятницы», «Кости», «Родители», а также в сериалах Шонды Раймс «Анатомия страсти», «Частная практика» и «Скандал». Лидди-Браун является открытой лесбиянкой.